# Sylvain Hotte
 (août 2025).
Si vous disposez d'ouvrages ou d'articles de référence ou si vous connaissez des sites web de qualité traitant du thème abordé ici, merci de compléter l'article en donnant les références utiles à sa vérifiabilité et en les liant à la section « Notes et références ».
Sylvain Hotte, né à Montréal le 14 mars 1972, est un auteur québécois. Autodidacte et touche-à-tout, il vit et travaille à Québec depuis 1995.

## Œuvre
Son premier roman, Miguel Torres, est paru en 1998 aux Éditions des Glanures.
En janvier 2004, il entreprend l’écriture d’une série jeunesse, historique et fantastique. Les trois premiers tomes des aventures de Darhan, jeune guerrier au XIIIe siècle dans l’empire de Gengis Khan, sont publiés en 2006. Le 1er tome de la série, La Fée du lac Baïkal, remporte le Prix Jeunesse de Science-Fiction et de Fantastique Québécois en 2007. Le dernier tome de la série, L'Aigle et le Dragon, est publié à l'automne 2010. La série est disponible en France, chez Pocket.
En 2008, est publié aux Éditions J'ai VU une nouvelle en collaboration avec le collectif en art visuel BGL, Les Fistons, et un roman aux Éditions de la Bagnole, Le chagrin des étoiles.
En 2009 et 2010, il fait paraître une nouvelle série pour la jeunesse : Aréna. Le premier tome, Panache, remporte le prix de création littéraire de la Ville de Québec en 2010. Il est disponible en version anglaise chez Baraka Books  sous Break Away : Jessie on my mind.
Le printemps 2013 marque un retour à la littérature grand public. Terre à bois est publié aux Éditions de la Goélette.

## Prix
- Prix de création littéraire de la Ville de Québec 2010 pour Aréna : Panache.
- Prix Jeunesse de Science-fiction et de Fantastique Québécois 2007 pour Darhan : La fée du Lac Baïkal.